# Museo nazionale di arte, architettura e disegno

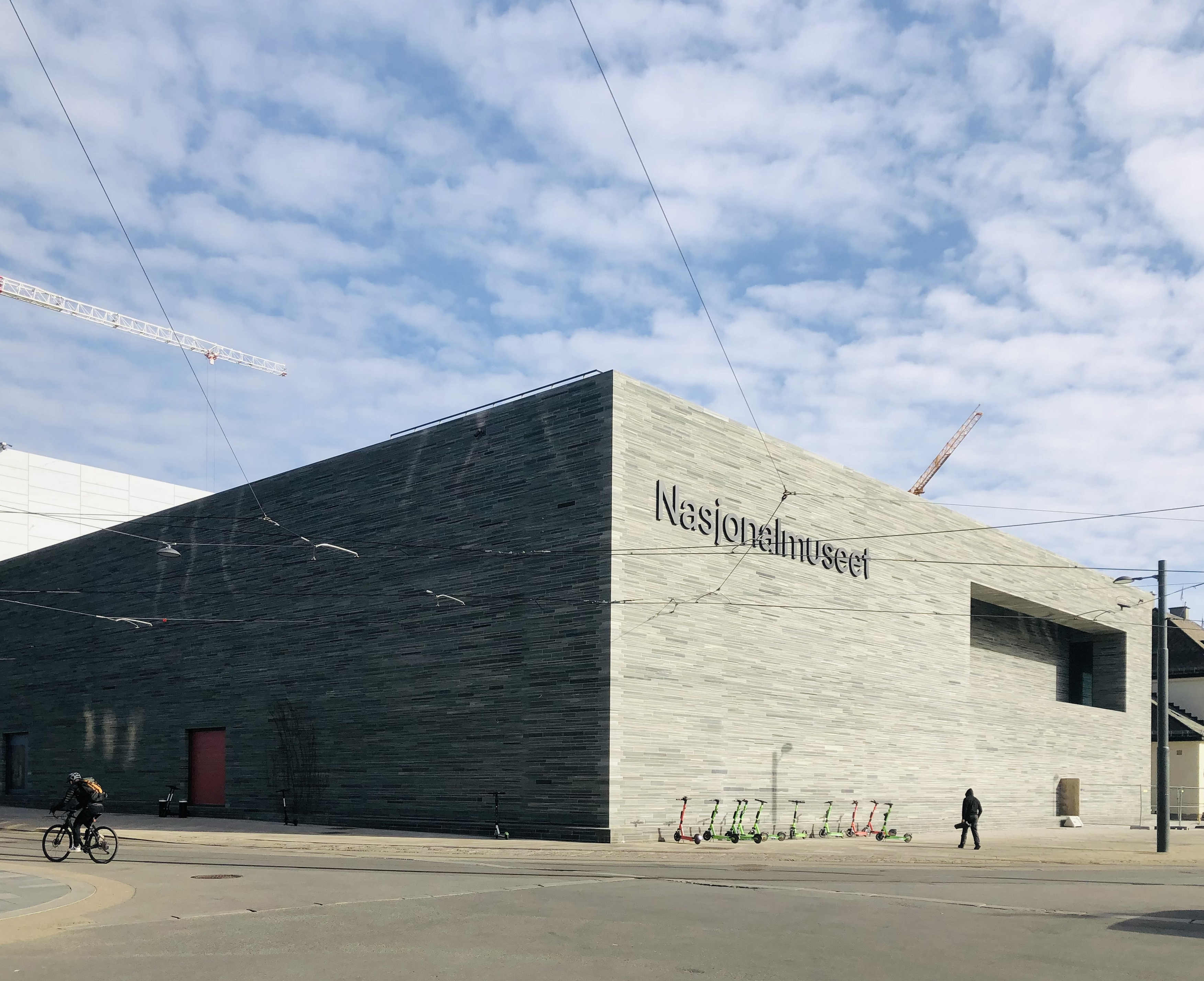
La nuova sede del Museo di arte, architettura e disegno di Oslo

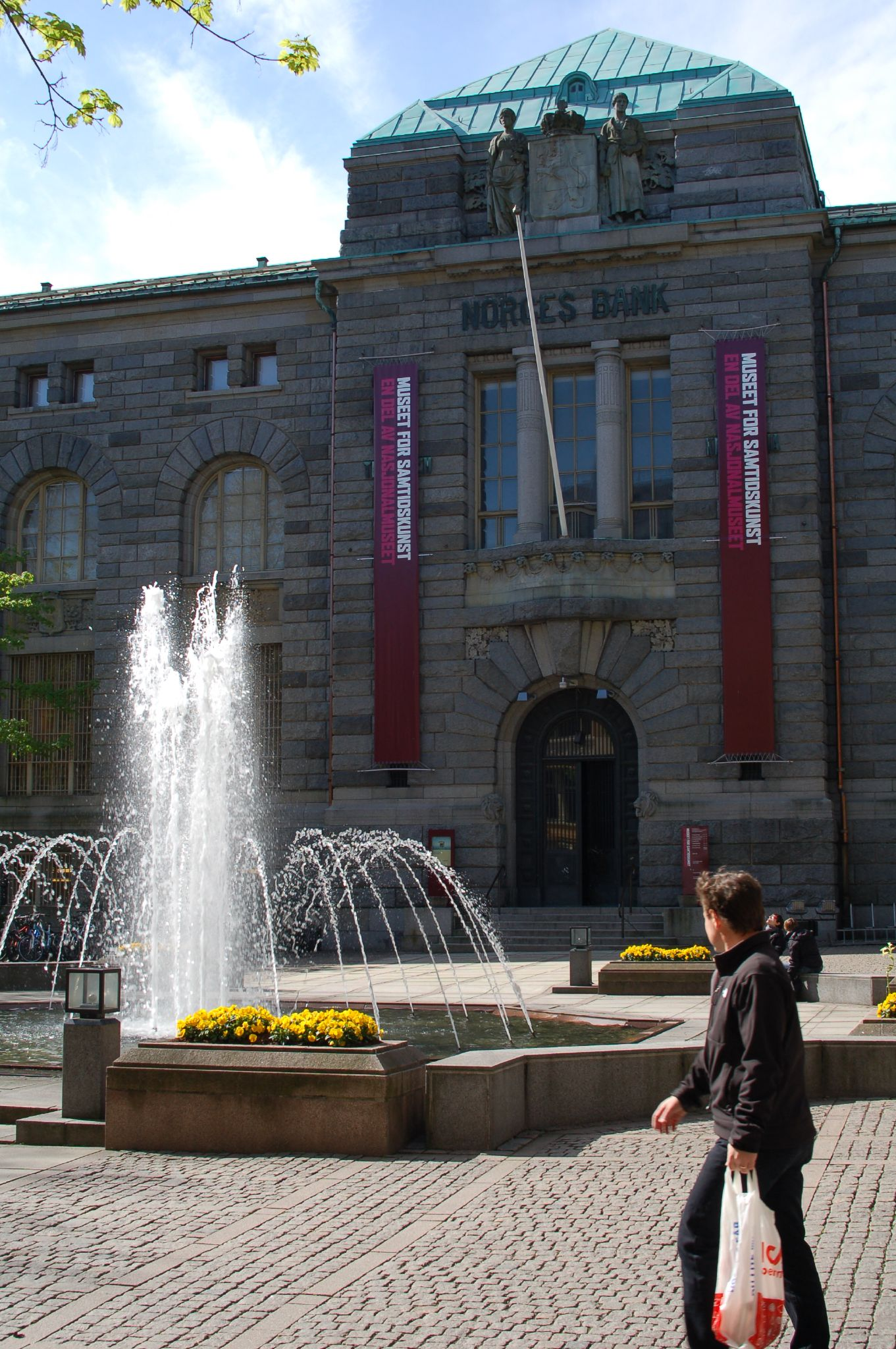
Museo d'arte contemporanea.

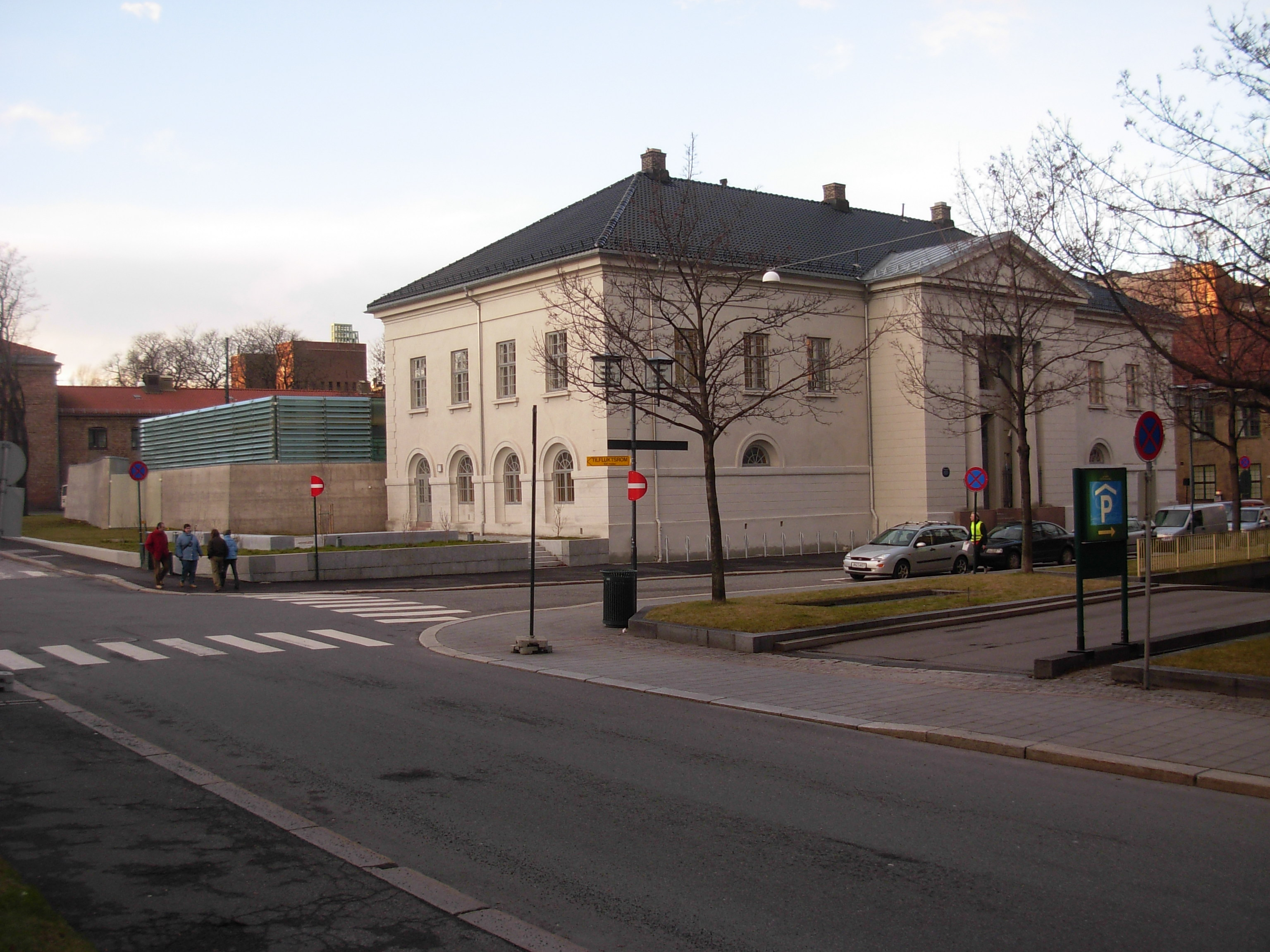
Museo norvegese di architettura.

Il Museo nazionale di arte, architettura e disegno (in norvegese Nasjonalmuseet for kunst, arkitektur og design), noto anche come Museo nazionale, a Oslo, è un museo statale norvegese.
È stato fondato, il 1º luglio 2003, dalla fusione del Museo di architettura, del Museo di arte industriale, dal Museo di arte contemporanea, dalla Galleria nazionale, dalle Mostre nazionali, dal Museo di arti decorative e disegno e dalla Galleria nazionale della Norvegia.
I suoi direttori sono stati Sune Nordgren (2003–2006), Anne Kjellberg (2006–2007), Allis Helleland (2007–2008), Ingar Pettersen (2008–2009), Audun Eckhoff (2009–2017) e Karin Hindsbo (2017-oggi). I presidenti del consiglio sono stati Christian Bjelland (2002–2008), Svein Aaser (2008–2017) e Linda Bernander Silseth (2017–oggi).
Il Museo nazionale raccoglie, conserva, espone e trasmette la più vasta collezione di arte, architettura e disegno del paese. La collezione conta fino a 400 000 opere.
Il museo espone mostre permanenti con opere della propria collezione e mostre temporanee con opere prese in prestito e proprie. Ad eccezione del dipartimento di architettura, tutte le sedi espositive del museo sono chiuse, in attesa dell'apertura di un nuovo edificio a Vestbanen, avvenuta nel 2022. Le aree espositive del museo a Oslo sono Nasjonalgalleriet (Galleria nazionale) e Museet for Samtidskunst (Museo d'arte contemporanea). In precedenza venivano esposte anche al Nasjonalmuseet – Arkitektur (Museo nazionale di architettura) e al Kunsindustrimuseet (Museo dell'arte industriale) fino alla loro chiusura il 17 ottobre 2016. Il programma espositivo prevede mostre itineranti all'interno e all'esterno del Paese. Nel 2017 il museo ha avuto 602 546  visitatori. L'attuale direttore, Karin Hindsbro, è in carica dal 2017. L'ingresso è gratuito tutti i giorni, alla fine del 2019 e successivamente ogni giovedì.

## Nuovo edificio
Un nuovo edificio per ospitare il Museo Nazionale, è stato costruito a Vestbanen, nel porto di Oslo, è stato inaugurato l'11 giugno 2022.
La Galleria Nazionale è temporaneamente chiusa, dal 13 gennaio 2019, e rimarrà tale fino all'apertura del nuovo Museo nazionale. La galleria fungerà da deposito per le collezioni fino al suo trasferimento nel nuovo Museo nazionale.
Il Museo d'arte contemporanea è stato chiuso il 3 settembre 2017, e gran parte della sua collezione sarà esposta nel nuovo Museo nazionale. L'arte contemporanea sarà presentata per la prima volta in una collezione in collaborazione con il disegno, l'artigianato e l'arte antica. Questa sarà la più grande e importante collezione esposta in Norvegia.
I pezzi saranno valutati, fotografati e conservati prima di essere imballati e ricollocati in un deposito e poi nel nuovo museo. Si tratta di un vasto lavoro e di gran parte dei preparativi per il nuovo Museo nazionale
Il Museo dell'arte industriale ha chiuso il 16 ottobre 2016 per i preparativi previsti per il trasferimento nel nuovo Museo nazionale.

### Il nuovo museo nazionale di Vestbanen
Nella primavera del 2008 il governo ha deciso che il nuovo edificio per il Museo nazionale sarebbe stato costruito a Vestbanen al posto della vecchia stazione ferroviaria di Oslo ovest ad Aker Brygge. Nel novembre 2010 lo studio di architettura tedesco Kleihues+Schuwerk ha vinto il concorso internazionale con il progetto Forum Artis.
Un nuovo edificio coeso è stato uno dei concetti principali per l'istituzione del Museo nazionale nel 2003. Appena dieci anni dopo il completamento del primo museo d'arte pubblico della Norvegia, l'amministrazione del museo si rese conto che l'edificio della Galleria nazionale era troppo piccolo e che anche altri edifici del museo avevano bisogno di locali più grandi e soddisfacenti. Lo stesso valeva per tutte le mostre del Museo nazionale: Museo dell'arte industriale, Museo di architettura e Museo d'arte contemporanea.
I concorsi di architettura per l'ampliamento di Tullinløkka si erano tenuti in precedenza nel 1972 e nel 1995, ma non portarono a nulla.
Nella primavera del 2012 venne completato il pre-progetto e consegnato all'Assessorato alla cultura. Il governo presentò il progetto il 22 marzo 2013 con un prezzo di circa 5,3 miliardi di corone norvegesi. Il 6 giugno 2013 lo Stortinget stabilì che il nuovo edificio avrebbe dovuto rientrare in un costo di 5 327 miliardi di corone.
Il nuovo Museo nazionale avrebbe dovuto avere un'area espositiva di 13000 m² e sarebbe diventato il più grande museo d'arte dei Paesi nordici.
Il Museo nazionale e Statbygg fondarono insieme il centro informazioni Melomstasjonen. Fino all'apertura del museo la sua funzione è quella di far conoscere il progetto edilizio e i progetti per i nuovi allestimenti, oltre a partecipare a discussioni con gli artisti e tanto altro.
L'edificio è stato ampiamente deriso dalla critica, che ha affermato che somiglia a una prigione e lo ha descritto come la "prigione nazionale". L'apertura, inizialmente prevista per il 2020, è avvenuta l'11 giugno 2022.

## Collezioni del Museo nazionale

### La Galleria nazionale
La Galleria nazionale venne fondata nel 1842 come Museo centrale degli Stati norvegesi per le arti visive. Dal 1882 la sua sede si trovava sulla Universitetsgata di Oslo, in un edificio progettato da Heinrich Ernst e Adolf Schirmer. L'esterno e l'interno dell'edificio sono stati repert elencati nel repertorio del Riksantikvaren (Patrimonio culturale) dal gennaio 2012.
Lo storico dell'arte Jens Thiis fu direttore della Galleria nazionale tra il 1908 e il 1941. Thiis era orientato a livello internazionale e acquistò una serie di opere chiave per la collezione del museo. Durante questo periodo, il museo ricevette anche ingenti donazioni dagli eredi degli industriali Olaf Schou (1909), Christopher Paus (1918) e Christian Langaard (1922). Paus, un parente di Henrik Ibsen che era vissuto a Roma, aveva accumulato una delle più grandi collezioni dell'antichità classica nel Nord Europa, e rifiutò un'offerta di Ny Carlsberg Glyptotek per acquisire la collezione, donandola invece alla Galleria nazionale dove doveva diventare la fondazione di un museo o dipartimento dedicato all'antichità classica.
Il museo ha una vasta collezione di dipinti del movimento del nazionalismo romantico norvegese, oltre alle opere di Edvard Munch. La parte principale della collezione di arte più antica è costituita da dipinti e sculture norvegesi del 1800.
L'urlo di Edvard Munch e alcune delle sue altre famose opere sono tra i punti salienti della collezione. Altri artisti significativi includono J.C. Dahl, Adolph Tidemand, Hans Gude, Harriet Backer e Christian Krohg. La collezione del XX secolo mostra l'evoluzione delle arti visive norvegesi con riferimenti e opere chiave dell'arte nordica e straniera all'interno di dipinti, sculture, foto, video e altri mezzi.
Nel 1990 la collezione del museo, a partire dal 1945, è stata trasferita al Museo d'arte contemporanea di nuova costituzione.
Il lancio di una nuova mostra di base "Tutti parlano del museo" nel 2005 ha aumentato il numero di visitatori, ma ha avuto anche alcune reazioni negative.
La decisione più dibattuta è stata quella di dividere la "Sala Munch" del museo e mostrare le opere di Munch insieme ad altri pittori contemporanei. Un'altra decisione è stata quella di sostituire il principio cronologico con uno tematico. La mostra permanente è stata nuovamente rivisitata nel 2011. Sono stati ripristinati The Dance of Life: Collections from the Ancients To 1950, la Sala Munch e il principio cronologico. La nuova mostra permanente è stata elogiata come "una breve versione della storia dell'arte mondiale invece di una rivisitazione della collezione del museo".

### Collezione di grafica e disegni
La vasta collezione di grafica e disegni del museo comprende quasi 50.000 opere, norvegesi e straniere, e va dalla fine del 1400 ai giorni nostri. Gli artisti centrali includono Durer, Rembrandt, Van Gogh, Goya, Picasso, Manet, Raffaello, Rubens, Munch, Tidemand, Dahl, Werenskiold e Kittelsen. Anche la grafica norvegese più recente e il disegno sono ben rappresentate.

### Museo d'arte contemporanea
Il Museo d'arte contemporanea venne fondato nel 1988 e si trovava in Bankplassen 4 a Oslo. La collezione era composta da opere dell'ex Esposizione nazionale e Galleria nazionale, compresi gli acquisti successivi. L'edificio del museo, del 1907, progettato da Ingvar Hjorth, ospitava in precedenza la Banca norvegese. Il museo è stato aperto al pubblico nel 1990 ed è entrato a far parte del Museo nazionale nel 2003.
Il museo ha mostre alternate nelle strutture di 2000 m2. Dentro e fuori il museo le installazioni museali dell'artista Per Inge Bjørlo, Inner Space VS. il Goal (1990) sono dedicate a Louise Bourgeois. La collezione è composta da oltre 5000 opere norvegesi e straniere che vanno dal 1945 ad oggi. Noti artisti norvegesi all'interno della collezione sono Anna-Eva Bergman, Leonard Rickhard, Bjarne Melgaard e Marianne Heske. Noti artisti internazionali includono Mario Merz, Cindy Sherman, Ilya Kabakov e Isaac Julien. La collezione è in continua espansione con acquisti annuali di opere d'arte. A causa del trasferimento nel nuovo Museo nazionale, l'edificio su Bankplassen è stato chiuso il 3 settembre 2017. Gran parte della collezione sarà esposta nel nuovo Museo nazionale. L'arte contemporanea sarà presentata per la prima volta in una mostra collettiva insieme a design, artigianato e arte antica. Questa sarà la più grande e importante mostra collettiva di arte contemporanea in Norvegia.
Oltre alle attività espositive, il Museo nazionale sta lavorando per spostare le collezioni dagli antichi edifici museali, poiché il Museo d'arte contemporanea ha chiuso i battenti nel settembre 2017.

### Museo nazionale – Architettura
Il Museo dell'architettura venne istituito dall'Associazione nazionale degli architetti norvegesi nel 1975 ed è diventato parte del Museo nazionale il 1º luglio 2003. L'edificio su Kongens Gate 4 è stato utilizzato fino a marzo 2005. Il museo ribattezzato Museo nazionale – Architettura, è stato inaugurato nel 2008 in una nuova sede, Bankplassen 3 a Oslo. Si trova in tre edifici separati collegati tra loro. L'edificio principale, la parte più antica, era il Norges Banks Christianiaavdeling, progettato da Christian H. Grosch e terminato nel 1830. In diagonale dietro c'è l'aggiunta di Sverre Fehns del 2002: il padiglione Ulltveit-Moe. C'è anche un edificio del 1911, adibito a magazzino, progettato da Henry Bucher.
Il Museo nazionale - Architettura allestisce mostre alternate dalla collezione composta da modelli, disegni e fotografie. Il Museo nazionale possiede la più importante collezione di architettura della Norvegia, con oltre 300.000 oggetti datati dal 1830 ai giorni nostri. La collezione mette in luce e documenta diversi aspetti della cultura architettonica ed è costituita principalmente da archivi privati o frammenti di archivi. Questi si estendono su un'ampia varietà di materiali e mezzi: disegni architettonici, fotografie, modelli, studi concettuali, quaderni di schizzi, corrispondenze ed effimeri. L'obiettivo principale della collezione è il 1900 e nomi all'interno della storia dell'architettura norvegese come Ove Bang, Blakstad of Munthe, Jan & Jon, Knut Knutsen, Arne Korsmo, Christian Norberg-Schulz, Magnus Poulsson ed Erling Viksjø sono ben rappresentati. Il vincitore del Premio Pritzker, Sverre Fehns, è uno dei punti salienti della collezione.

### Museo dell'arte industriale
Il Museo dell'arte industriale si trova a St. Olavs gate 1. L'edificio fu costruito nel 1902 dopo che la contea di Kristiania decise, nel 1896, di costruire un nuovo edificio presso l'allora Brandt løkke, all'angolo tra Ullevålsveien e St. Olavs gate. Nel 1897 bandirono un concorso di architettura e delle 14 proposte fu dichiarato vincitore l'architetto 26enne Adolf Brendo Greve. A causa della sua giovane età chiese assistenza al più esperto Ingvar Hjorth.
Il museo venne creato per iniziativa del professor Lorentz Dietrichson e dell'antiquario Nicolay Nicolaysen nel 1876. Ciò rende il museo tra i primi in Norvegia e uno dei primi musei dell'arte industriale in Europa. Questa iniziativa era molto probabilmente basata sulla necessità del neonato stato norvegese di mostrarsi come una nazione indipendente e individuale. La collezione di design e artigianato spazia dagli antichi vasi greci e manufatti dell'Asia orientale alla storia dello stile europeo. Comprende costumi, moda e tessuti, mobili, argenteria, vetro, ceramica, design e artigianato. L'esclusivo tappeto Baldishol del XII secolo, la collezione di costumi reali, il vetro Nøstetangen, l'argento norvegese e la maiolica Herrebøe sono tra i punti salienti.
A causa dei preparativi per il trasferimento nel nuovo Museo nazionale, il Museo d'arte e disegno è stato chiuso il 16 ottobre 2016. La collezione farà parte del nuovo Museo nazionale.

### Mostre nazionali
Questa collezione venne fondata nel 1953 come agenzia governativa sotto il dipartimento della cultura, per inviare mostre itineranti di arte norvegese e nordica in altre parti del paese. L'agenzia organizzò 142 mostre nei 34 anni in cui esistette. Costruì le proprie collezioni e prese in prestito opere per le mostre. L'obiettivo principale era il motto "Arte alla gente".
Quando nel 1988 è venne istituito il Museo d'arte contemporanea, la Galleria nazionale entrò a far parte del museo, dal 1992, con il nome 'Riksutstillinger' (Esposizioni nazionali).
Le mostre nazionali erano una comunicazione artistica nazionale, il cui compito era creare interesse e comprensione delle arti visive, dell'artigianato, della fotografia, del design e dell'architettura. Era un centro di competenza nazionale per la divulgazione, la tecnica espositiva e il design. Le mostre nazionali avevano cinque dipartimenti: amministrazione, programma, divulgazione, informazione e dipartimento per l'allestimento.
Dal 1992 al 2005 ha avuto anche la funzione di organizzare mostre fuori dal consueto, come grandi mostre di altri continenti (Saana, Africa (Art from South-Africa), Fråvær (Absence), Vietnam Express, ecc.). Dal 2005 l'Esposizione nazionale è stata sciolta e la sua responsabilità di divulgazione è stata trasferita al programma Landsdekkende (Nationwide), una parte del Museo nazionale di arte, architettura e disegno.

## Conflitti
Fin dall'inizio, il Museo nazionale è stato segnato da conflitti, sia sul piano amministrativo, sia su quello artistico e politico. Il primo direttore del Museo è stato lo svedese Sune Nordgren (fino ad agosto 2006). Nordgren si è dimesso dalla carica di direttore dopo un lungo periodo di critiche professionali e conflitti tra il personale del museo. Si è dimesso il 1º agosto 2007, e Allis Helleland ha assunto la carica di nuovo direttore. Sotto la sua guida, i conflitti al museo persistevano e la Helleland è stata oggetto di critiche sia da parte dei dipendenti del museo che da parte dei circoli professionali esterni. Si è ritirata l'11 agosto 2008. Il consiglio ha nominato Ingar Pettersen direttore generale. Il presidente del consiglio di amministrazione del museo sin dall'inizio, Christian Bjelland, si è dimesso dall'incarico più tardi quell'autunno ed è stato sostituito da Svein Aaser. Il direttore dal 2009 al 2017 è stato Audun Eckhoff, a cui è succeduta Karin Hindsbo.